# Doman, Caraș-Severin
Doman este o localitate componentă a municipiului Reșița din județul Caraș-Severin, Banat, România.

## Legături externe

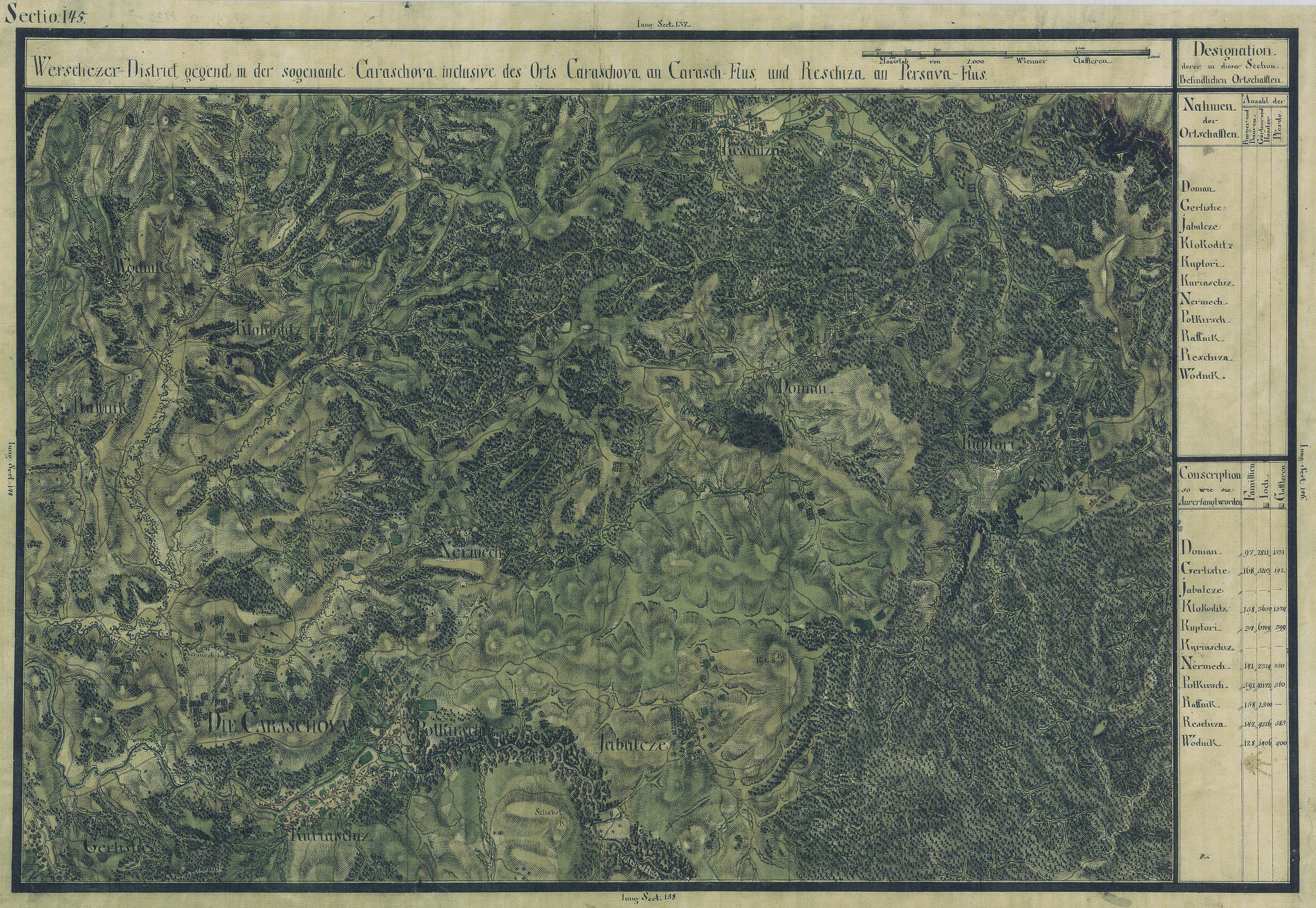
Doman în Harta Iosefină a Banatului, 1769-72